# بیلی جورج (بازیکن فوتبال، زاده ۱۸۹۵)
بیلی جورج (انگلیسی: Billy George; ۲۷ ژوئیهٔ ۱۸۹۵ – ۲۹ سپتامبر ۱۹۶۲) بازیکن فوتبال بود.
از باشگاه‌هایی که در آن بازی کرده‌است می‌توان به باشگاه فوتبال ساندرلند اشاره کرد.